# Giuseppe Nirta (1913)
Giuseppe Nirta (San Luca, 1º marzo 1913 – Bianco, 19 marzo 1995) è stato un mafioso italiano della 'ndrangheta, capobastone della 'ndrina dei Nirta La Maggiore di San Luca.
Giuseppe Nirta insieme ai suoi fratelli Antonio, Francesco e Sebastiano governò la 'ndrina dei Nirta La Maggiore.
Fu un importante membro della Commissione provinciale.
Fu arrestato nell'Operazione Aspromonte nel 1992 insieme ad altre 33 persone, ma a causa della sua età avanzata gli furono concessi gli arresti domiciliari. Prima che si potesse fare un processo fu comunque ucciso a Bianco, in casa sua alle 5 del pomeriggio del 19 marzo 1995 con cinque colpi alla testa.
Il figlio Bruno Nirta era imputato nello stesso processo.
Il 24 gennaio 2013 è stato assassinato a Roma, nel quartiere Trigoria, il genero sessantasettenne Vincenzo Femia, marito della figlia Annunziata Nirta. Il pluripregiudicato calabrese era uno dei punti cardine della cosca nella capitale. Per il genero di "don Peppe Nirta, già a capo della cosca Nirta-Scalzone, tra le più potenti e carismatiche di tutti i tempi storico mafiosi" la Questura di Reggio Calabria ha imposto i funerali all'alba del 30 gennaio 2013 in forma rigorosamente privata con la sola partecipazione dei più intimi familiari.